# Сенас
Сенас (фр. Sénas) — коммуна на юго-востоке Франции в регионе Прованс — Альпы — Лазурный Берег, департамент Буш-дю-Рон, округ Арль, кантон Салон-де-Прованс-1.
Площадь коммуны — 30,61 км², население — 6127 человек (2006) с тенденцией к росту: 6770 человек (2012), плотность населения — 221,2 чел/км².

## Население
Население коммуны в 2011 году составляло 6661 человек, а в 2012 году — 6770 человек.
| 1962 | 1968 | 1975 | 1982 | 1990 | 1999 | 2004 | 2006 | 2009 | 2011 | 2012 |
| ---- | ---- | ---- | ---- | ---- | ---- | ---- | ---- | ---- | ---- | ---- |
| 2917 | 3008 | 3265 | 3906 | 5113 | 5618 | 5980 | 6127 | 6405 | 6661 | 6770 |

Динамика населения:

## Экономика
В 2010 году из 4222 человек трудоспособного возраста (от 15 до 64 лет) 3080 были экономически активными, 1142 — неактивными (показатель активности 73,0%, в 1999 году — 67,9%). Из 3080 активных трудоспособных жителей работали 2661 человек (1450 мужчин и 1211 женщин), 419 числились безработными (179 мужчин и 240 женщин). Среди 1142 трудоспособных неактивных граждан 290 были учениками либо студентами, 397 — пенсионерами, а ещё 455 — были неактивны в силу других причин.
На протяжении 2010 года в коммуне числилось 2604 облагаемых налогом домохозяйства, в которых проживало 6601,0 человек. При этом медиана доходов составила 17 тысяч 501,5 евро на одного налогоплательщика.